# Cloître Notre-Dame de Paris
Pour les articles homonymes, voir Cloître Notre-Dame (homonymie).
Le cloître Notre-Dame de Paris est un ancien quartier de Paris occupant le quart nord-est de l'île de la Cité. Construit dans le prolongement de la cathédrale Saint-Étienne, il s'étend aujourd'hui au nord de la cathédrale Notre-Dame de Paris, auquel il a emprunté depuis son nom. Il est limité à l'ouest par la rue d'Arcole et au nord par le quai aux Fleurs.

## Historique

### Jusqu'à la Révolution
C'était au Bas Moyen Âge un lieu clos séparant le clergé du monde, accessible par quatre portes : un porche principal près de l'église Saint-Jean-le-Rond à côté de la cathédrale donnant accès à la rue du Cloître, la porte des Marmousets à l'ouest donnant accès à la rue Chanoinesse à partir de la rue des Marmousets, la porte du pont rouge au nord près du débouché du pont qui reliait la Cité à l'île Saint-Louis et la porte de l'évêché à l'est. Il abritait le quartier canonial comprenant les 37 au XIIIe siècle puis 51 maisons des chanoines attachés au fonctionnement du diocèse, fonctionnaires de l'Église aux ordres du suffragant de Paris.
Ces maisons étaient spacieuses et certaines dotées d'un jardin privatif.
Après l'abandon précoce par les chanoines de la vie commune, le quartier conserva des bâtiments à usage collectif, le chapitre situé à l'extrémité de la rue du Cloître entre la rue Massillon et la rue Chanoinesse comprenant une salle où les religieux se rassemblaient quotidiennement, une bibliothèque et des archives et l'église Saint-Denis-du-Pas dans l'axe du chevet de la cathédrale qui est l'église paroissiale des chanoines. À la pointe de l'île, le « terrain » non construit était un espace de détente des chanoines contigu aux jardins de l'évêque entre la cathédrale et la Seine.

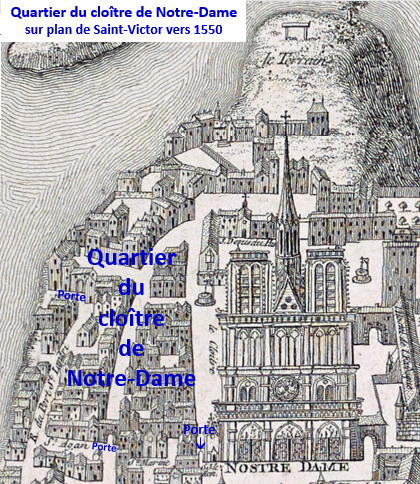
Quartier du cloître de Notre-Dame sur plan de Saint-Victor vers 1550.
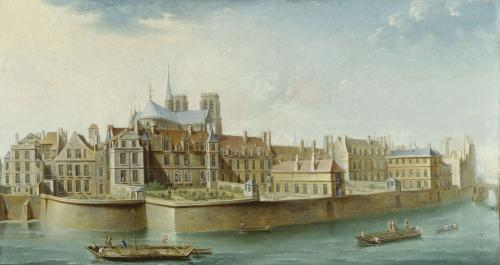
Vue du Cloître, peinture en 1753.

Le cloître était un lieu paisible, sans tavernes, ni ouvriers, ni femmes à l'exception de garde-malades.
Certains chanoines prenaient des pensionnaires laïques pour augmenter leurs revenus.
À la mort du chanoine, sa famille n'avait que quinze jours pour disposer de ses biens. Passé ce délai, la maison était vendue aux enchères à un autre chanoine.

### Après la Révolution
L'enceinte du Cloître est démolie à la Révolution et ses rues particulières sont intégrées à la voirie de la ville.
La pointe de l'île est réaménagée avec construction en 1803-1804 du pont de la Cité, actuel pont Saint-Louis, reliant l'île Saint-Louis à celle de la Cité prolongé par la rue Bossuet créée en 1800 débouchant sur la place Fénelon au chevet de la cathédrale et la création de la rue Bourdaloue entre cette place et la Seine à l'ouest du terrain.
Cette place et ces rues, également l'ancienne rue de l'abreuvoir, disparaissent lors de l'agrandissement du jardin de l'archevêché et de la création en 1844 du square de l'Île-de-France.

## L'École cathédrale de Paris
Parmi ces services diocésains, le cloître situé au chevet de la cathédrale hébergeait l'École cathédrale de Paris ou École du cloître. La raison pour laquelle ce service éducatif se trouvait à l'intérieur du cloître est qu'il était réservé au clergé. Inversement, l'hôpital des Pauvres, au service du monde, se trouvait à l'extérieur de l'enceinte du cloître et les chanoines affectés à son service étaient dits « extra muros ».
L'ouverture en 1110 d'une école « extra muros », c'est-à-dire ouverte aux laïcs, par l'ex-écolâtre du cloître Abélard dans l'enceinte de l'abbaye Sainte-Geneviève, actuel Lycée Henri-IV, prêtée par son doyen Étienne de Garlande, a été une révolution, émaillée de beaucoup de scandales. Ce premier collège installé en dehors du Cloître sera imité, ce qui conduira Philippe Auguste, à la suite d'une grève par laquelle les étudiants réclamaient le for ecclésiastique, à reconnaître par une charte l'universitas magistrorum et scholarium Parisiensis, l'« universalité » c'est-à-dire l'ensemble, unité et totalité, du corps enseignant et étudiant, le 15 janvier 1200. Le terme juridique a servi par métonymie à désigner le rassemblement des collèges. L'enseignement « decloîtré » n'était plus réservé aux prêtres et aux chanoines. Cette nouvelle coporation fixe son siège rive gauche, au prieuré Saint Julien le Pauvre.

## Le quartier canonial auXXIesiècle
La rue Chanoinesse, qui était la rue principale du Cloître Notre-Dame, conserve au no 24 une maison de chanoine construite en 1512.
Avec deux côtés de la place Dauphine, le Palais de justice et la Sainte-Chapelle, ce quartier est la seule partie de l'île de la Cité préservée par les opérations d'urbanisme du Second-Empire.